# Мурджан
Мурджан или большеглазая рыба-солдат (лат. Myripristis murdjan) — вид морских лучепёрых рыб из семейства голоцентровых отряда Holocentriformes. Распространены в тропических и субтропических водах Индийского и Тихого океанов.

## Описание
Тело покрыто ктеноидной чешуёй. Длина тела в 2,4—2,5 раз больше высоты тела. Длина головы в 2,8—3,2 раза меньше длины тела. Глаза большие. На нижней части первой жаберной дуги 19—33 жаберных тычинок, а на верхней половине — 13 тычинок. Межглазничный промежуток широкий. Нижняя челюсть немного выступает вперёд при закрытом рте.
В спинном плавнике 11 жестких и 13—15 мягких лучей. В анальном плавнике четыре колючих и 11—15 мягких лучей. В боковой линии 27—29 чешуй.
Тело и голова окрашены в серебристо-розовый цвет. Чешуя с красноватыми краями. Край жаберной крышки тёмно-коричневый или чёрный. Тёмная вертикальная полоса через глаз доходит до его нижнего края. Колючая часть спинного плавника красная. Остальные плавники также красные. Верхние края мягкой части спинного плавника и всех плавников белые. Непарные плавники иногда с черными вершинами.
Максимальная длина тела 60 см, обычно до 20 см.

## Ареал
Распространены в Индийском океане от Красного моря вдоль восточного побережья Африки. В западной части Тихого океана встречаются у Маршалловых и Самоа островов, и от южной Японии до Нового Южного Уэльса.

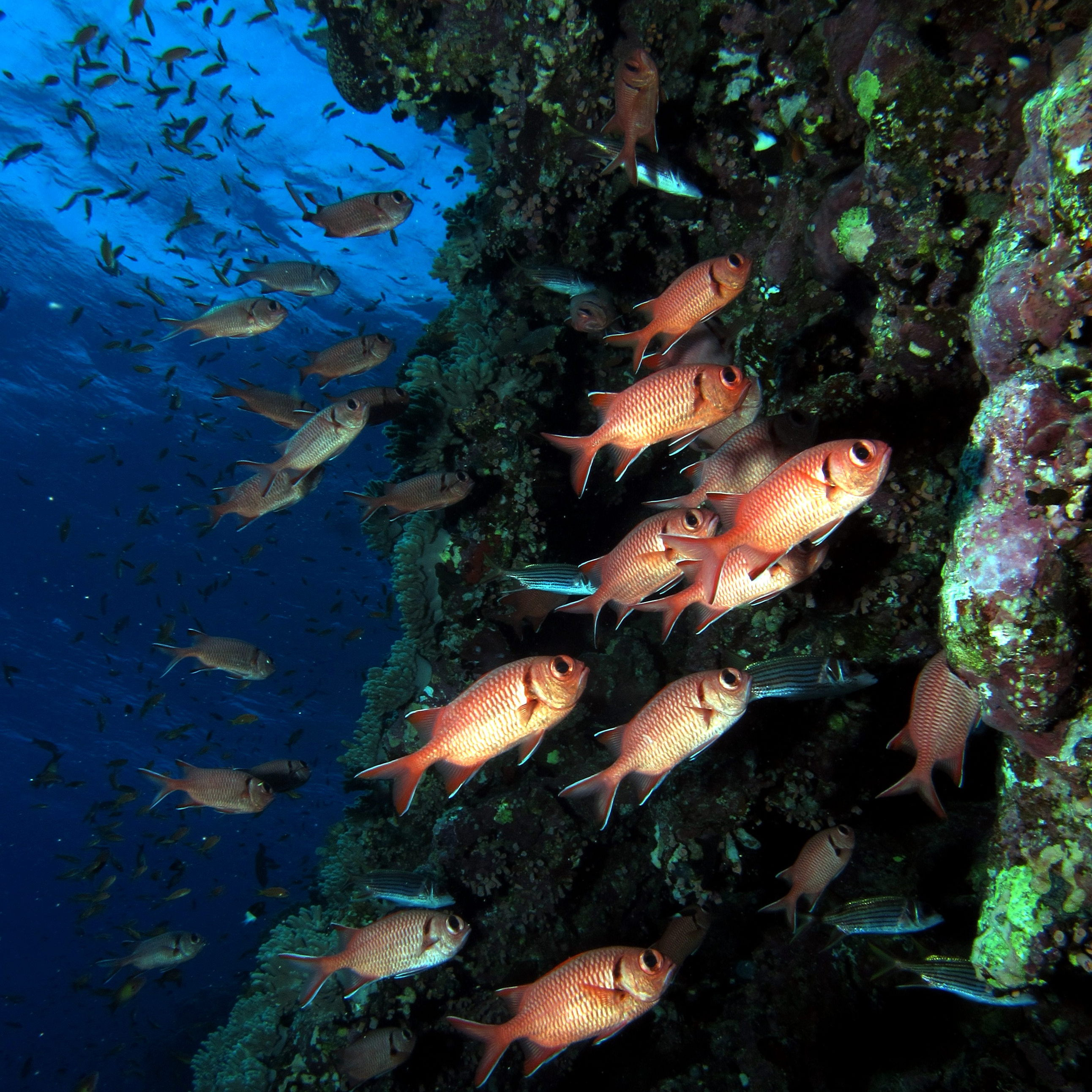
Стая большеглазых рыб-солдат

## Биология
Морские батипелагические рыбы, обитают в прибрежье в рифовых областях. Обычно не опускаются на глубину более 10 м, хотя обнаруживались до глубины 50 м. Довольно обычны и многочисленны. Большеглазые рыбы-солдаты ведут преимущественно ночной образ жизни, скрываясь в дневные часы в расщелинах и под выступами рифов.

### Питание
Мурджаны питаются как в толще воды, так и у дна. Основу рациона составляют представители меропланктона, такие как личинки крабов и креветок. Также часто в желудках встречаются многощетинковые черви.

## Взаимодействие с человеком
Ведётся мелкомасштабный местный промысел в пределах ареала. Популярная аквариумная рыба в Индии.